# ズデーテン地方

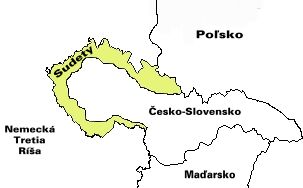
黄緑色の地域がズデーテン地方。

ズデーテン地方（チェコ語、スロバキア語: Sudety、ドイツ語: Sudetenland ズデーテンラント、ポーランド語: Kraj Sudetów）は、ボヘミア・モラヴィア・シレジア（現在のチェコ共和国の領域）の外縁部にあたる、ドイツ人が多く居住していた区域。チェコスロバキアでは国境地帯（チェコ語: Pohraničí）とも呼ばれる。北西部のエーガーラント、北東部のズデーテン（独: Sudeten）、南部のベーマーヴァルトガウ（独: Böhmerwaldgau）とツナイム（独: Znaim）で構成される。本来のズデーテンは北モラヴィアのズデーテン山地付近を指す呼称であったが、コンラート・ヘンラインの運動により、チェコのドイツ人居住区域を指すようになった。
オーストリア＝ハンガリー帝国の一部であったが、第一次世界大戦後のヴェルサイユ条約とサン＝ジェルマン条約によってチェコスロバキアの一部となった。しかしこの地域をめぐってナチス・ドイツとチェコスロバキアが対立し、ミュンヘン協定によってドイツへの編入が認められた。第二次世界大戦後は再びチェコスロバキアに復帰し、現在はチェコ領となる。

## 歴史

### 第一次世界大戦以前

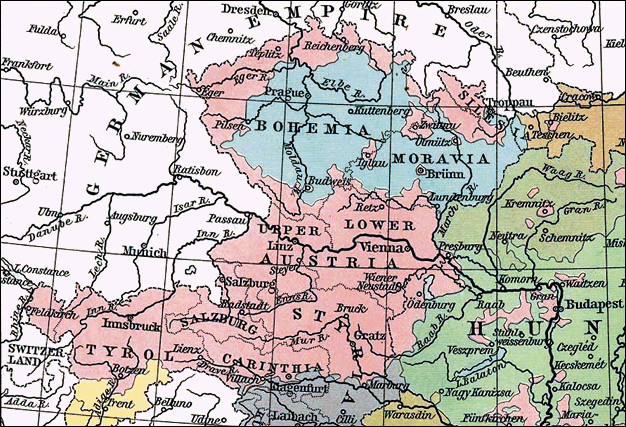
1911年時点でのオーストリア＝ハンガリー帝国の人種分布図。赤がドイツ人、青がチェコ人、緑がマジャール人が優勢な地域

ボヘミア・モラビアに建設されたチェコ人国家は、西方からのドイツ人移民（東方植民）を積極的に受け入れたため、次第にドイツ人の居住が増加していった。しかし三十年戦争によってチェコ人貴族が敗れ、ボヘミアにおけるドイツ人の支配権が確立されると、ドイツ人とチェコ人の間には対立関係が生まれた。アウスグライヒ以降はチェコ人もハンガリーと同様の権利を望み、一時はオーストリア＝ハンガリー＝ボヘミアの三重帝国が成立する可能性もあったが、ドイツ人とマジャール人（ハンガリー）の反対によって潰えた。
1880年にはチェコ人の帝国宰相エドゥアルト・ターフェがシュトレマイヤー言語令（ターフェ言語令）を出し、ドイツ人とチェコ人の言語的平等を定めたが、既得権を侵されると感じたドイツ人とチェコ人の対立はますます激化した。1897年にはカジミール・フェリクス・バデーニによる、ボヘミアとモラビアの官吏にドイツ語とチェコ語両方の習得を義務づけたバデーニ言語令が発せられると、帝国内のドイツ人がいっせいに反発・暴動を起こした。1899年にバデーニ言語令は正式に撤回されたが、今度はチェコ人の暴動が頻発した。

### 分離運動の失敗

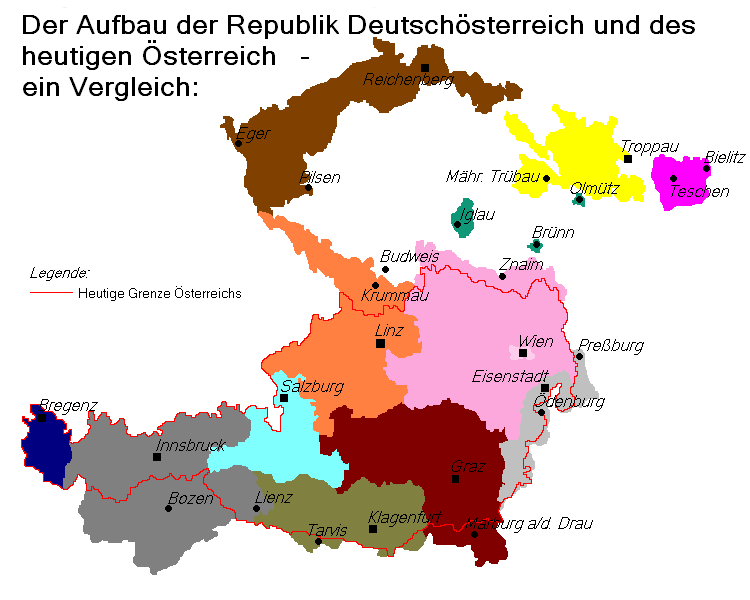
ドイツ＝オーストリア共和国が設定した州。■がズデーテンラント州、■がドイツボヘミア州、■がオーバーエスターライヒ州

第一次世界大戦で連合国側で戦い、チェコスロバキアの成立を目指していたエドヴァルド・ベネシュらが率いるチェコスロバキア独立派は、戦後の国土として「ボヘミア王冠領（聖ヴァーツラフの王冠諸邦）」であるボヘミア・モラヴィア・シレジアの領域を要求していた。しかし彼の地のドイツ人はドイツないしはオーストリアの内部に留まることを要求。1917年9月16日にはこの地域の社会民主労働党が分離の動きに反対する集会を行った。
1918年10月28日に国内のチェコスロバキア独立派が独立宣言を行うと、翌10月29日にはドイツ人帝国議会議員が中心として、エーガラントと北ボヘミアに「ドイツ系ボヘミア州」の成立を宣言。さらに10月30日にはシレジア、北モラヴィア、東部ボヘミアに「ズデーテンラント州」が形成され、11月には南部ボヘミアと南部モラビアでベーマーヴァルトガウとツナイム（Zneim、en）の両自治政府が建設された。これらドイツ系諸政府は地域の正式な確定が行われるまで、チェコスロバキア政府との間で行政に関する暫定協定を結ぼうとしたが、チェコスロバキア側は「反逆者とは交渉しない」とこれを拒否した。11月20日にはチェコ軍団がドイツ系諸政府域への侵攻を開始し、12月18日までにドイツ系諸政府は解体・亡命を余儀なくされた。一方で1918年11月に成立したドイツ＝オーストリア共和国政府は、ドイツ系地域をドイツボヘミア州（de:Deutschböhmen und Deutschmährer）、ズデーテンラント州、オーバーエスターライヒ州に区分し、領有権を主張していた。
パリ講和会議が始まるとオーストリア政府はドイツ人居住地域のチェコスロバキアへの編入に反対し、もし行う場合でも住民投票を行うよう要求した。一方でチェコスロバキア政府も実効支配の追認を要求した。アメリカは民族自決の観点からドイツへの編入を主張したが、安全保障の観点からチェコスロバキアの強化を狙うフランスの要求が通り、ドイツ人居住地域はチェコスロバキアの領土となることが確定した。こうして310万におよぶドイツ人はチェコスロバキアにおける「最大の少数民族」となった。しかしサン＝ジェルマン条約と同じ日にチェコスロバキア政府と連合国の間で、チェコスロバキア国内の民族平等を定めた「少数民族保護条約」が締結され、ドイツ人を含めた諸民族の権利保護が求められた。

### チェコスロバキア時代
ドイツ人居住域は正式なチェコスロバキア領となり、北東部のKrkonošsko-jesenická subprovincieなどが設置された。
1920年9月20日、チェコスロバキア政府は憲法の不可分の構成部分として言語法を定めた。これはチェコ語とスロバキア語を同一のものとする「チェコスロバキア語」を唯一の公用語とし、ドイツ語が公的機関などで使えるのは住民の20%以上がドイツ語を話す地域に限られた。またチェコ人がほとんどいない地域にもチェコ語の地名表記が行われるようになったほか、ドイツ人学校は次々に閉鎖へと追い込まれた。これらの政策は二重帝国時代から見ても後退であり、チェコスロバキア共和国ドイツ人社会民主党などのドイツ人諸政党はこぞって反対した。しかしチェコ人も「われわれのドイツ人 (naši Němci)」とドイツ人を呼ぶようになり、一般の住民同士の関係は比較的良好であった。一方でチェコスロバキア政府はドイツを警戒して強固な要塞線を築いていた。
世界恐慌が発生すると、ドイツ人居住域の状況は深刻なものになった。この地域の産業は鉱山・ガラス・製陶・繊維など輸出頼りであり、零細企業が多かったため、失業者の割合も他の地域の2倍以上に達した。さらにドイツ人よりチェコ人の雇用が優先されているとして、ドイツ人の間でチェコ人に対する不満が高まった。さらに隣国ドイツにおけるヒトラー政権下の経済回復が、ドイツ民族の民族共同体を目指すという、非民主的なコンラート・ヘンライン率いる「ズデーテン・郷土戦線」の勢力拡大につながった。1935年に郷土戦線はズデーテン・ドイツ人党と改称し、同年の選挙で最多得票を獲得し、第2党となったが政府には参加しなかった。1937年9月16日にミラン・ホジャ首相とヘンラインの会談が行われ、ヘンラインは将来における自治権と、それに至るまでの「自決権」を要求した。しかし10月18日にズデーテン・ドイツ人の集会が禁止され、同党幹部カール・ヘルマン・フランクらが警察による暴行を受けるという事件が発生した。ヘンラインは公開書簡で早急な自治権設定を要求し、ドイツ公使も支持した。ここにいたってズデーテン地方のドイツ人問題は国際問題化し、ヘンラインも自治権要求から「ズデーテンのみならず全ボヘミア・モラヴィア・シレジア地方のドイツへの編入」に目標を切り替え、ドイツの支援を要請した。

### ドイツへの併合

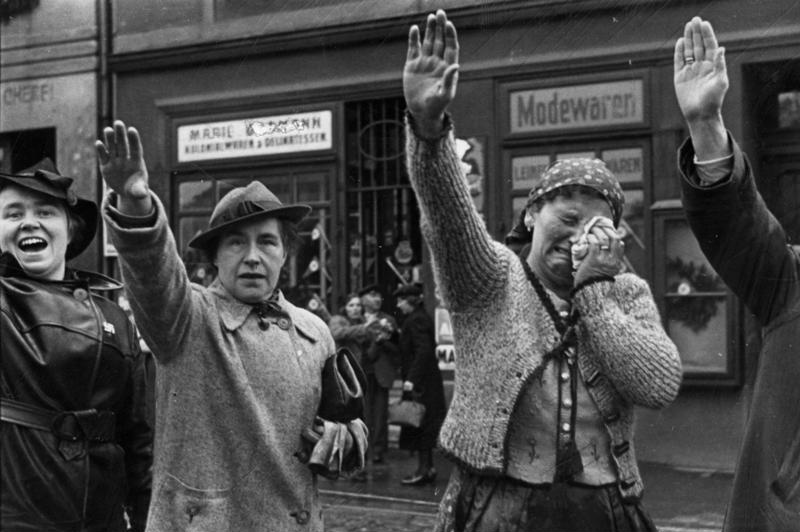
進駐するドイツ軍を迎えるズデーテンラントの住民。1938年10月5日

チェコスロバキア大統領ベネシュはドイツとの交渉を拒否したものの、ドイツ総統ヒトラーはたびたび声明でズデーテン問題解決を訴えた。さらにヘンラインとフランクに「チェコスロバキア政府が受け入れられない要求」を行うよう指示した。ホジャ首相とヘンラインはたびたび交渉するも、ヘンラインはその都度拒否した。1938年5月にはドイツ軍がチェコ国境に展開しているという誤報が流れ、チェコスロバキア側は対抗して軍を動員した。また同時期の地方選挙ではズデーテン・ドイツ人党がドイツ人居住域における9割の票を獲得している。選挙後の8月14日にはベネシュ大統領が交渉に参加し、自治権を認め譲歩するも、ヘンラインはドイツに亡命し交渉を決裂させた。
1938年9月30日のミュンヘン会談では宥和政策を取るイギリスのネヴィル・チェンバレン首相、フランスのエドゥアール・ダラディエ首相がズデーテン地方のドイツ編入を容認した。ズデーテン地方のチェコ人やユダヤ人、軍官吏は退去を余儀なくされ、1939年7月1日までに約22万人の難民（うち1万人はドイツ系）が併合地域からチェコに逃れ、多くの財産を置き去りにせざるを得なくなった。一方で共産党員やチェコスロバキア共和国ドイツ人社会民主党員の一部はチェコ官憲によって送還され、終戦までの期間を含めて7677人がドイツによって逮捕された。

### ドイツ時代

ズデーテンラント帝国大管区の紋章

ミュンヘン会談後の10月1日、ヘンラインがズデーテンラント担当国家弁務官に任ぜられ、軍政が敷かれた。1939年3月25日には北部のエーガーラントとズデーテンが「ズデーテンラント帝国大管区」とされ、ヘンラインが大管区指導者となった。また南部はバイエリッシュ＝オストマルク大管区（1942年にバイロイト大管区に名称変更）、上ドナウ帝国大管区、下ドナウ帝国大管区に分割編入された。ズデーテンラントに対する強制的同一化が進む中でチェコスロバキア共和国ドイツ人社会民主党などの抵抗組織は弾圧され、強制収容所に送られた。
1939年3月1日にはチェコスロバキアも解体され、ボヘミアとモラビアはベーメン・メーレン保護領となり、フランクが親衛隊及び警察指導者となった。保護領ではチェコ人に激しい弾圧が加えられ、チェコ人の間でドイツ人に対する報復感情が高まった。このため反ナチス運動・亡命政府・連合国では、ドイツ系住民の国外追放が重要な政治問題となった。

### 亡命運動
ズデーテン割譲後のチェコスロバキアに対するドイツの圧力が強まるなかで、チェコスロバキア共和国ドイツ人社会民主党指導者は亡命を選択した。彼らはドイツ社会民主党の亡命組織ソパーデと連携をとろうとしたが交渉は決裂した。
1939年5月30日にチェコスロバキア共和国ドイツ人社会民主党のヴェンツェル・ヤークシュはロンドンで「ズデーテン・ドイツ社会民主党亡命組織」を設立し、ズデーテン地方を代表する民主主義勢力として活動を再開した。9月30日、ドイツがポーランド侵攻を開始し、第二次世界大戦が開始されるとベネシュはチェコスロバキア亡命政府を設立して、ミュンヘン協定の無効化を目指して動き出した。ヤークシュはイギリスとも接触したが、彼らがズデーテン住民を代表していないとして拒絶された。ベネシュとヤークシュは抵抗運動の一本化のため何度も折衝を重ねたが、ボヘミア・モラヴィアの枠にとらわれない連邦制を構想していたヤークシュに対し、ベネシュは戦前と同じ単一のチェコスロバキア共和国の再現を目指していた。さらに国境線の維持のため、ドイツ人の強制移住をも視野に入れていた。
1940年3月にズデーテン・ドイツ社会民主党亡命組織は、ズデーテン・ドイツ人の自治権を求めるとともに、強制住民交換や移動に反対する「ホルムハースト宣言」を策定した。しかしベネシュとの交渉は難航し、一部の幹部はヤークシュを見限って亡命政府側に合流した。
1941年に独ソ戦が開始され、ソビエト連邦が連合国側に加わった。12月、ソ連指導者ヨシフ・スターリンは戦後構想として、ベッサラビア等の領土要求とともに、東プロイセンやダンツィヒの編入や東部のソ連への割譲を含むポーランド国境の変更、ズデーテンを含むチェコスロバキアの再建を提案した。ソ連の提案はドイツ人居住域からのドイツ人強制移住を前提とするものであり、アメリカやイギリスでもドイツ人移住が本格的に討議されるきっかけとなった。この動きはベネシュ等亡命政府側にとっては好都合であったが、ズデーテン・ドイツ社会民主党亡命組織側にとっては自己の存立を脅かされる事態であった。1942年8月5日、イギリスはついにミュンヘン協定の無効を宣言し、亡命政府の目標がひとつ達せられた。以降ベネシュのチェコスロバキア亡命政府はヤークシュ等と関係を断絶し、連邦制は実現性を失った。
1945年2月のヤルタ会談では国境線に関するソ連の要求がほぼ貫徹され、戦後のドイツ人強制移住方針が固まった。

### 戦後

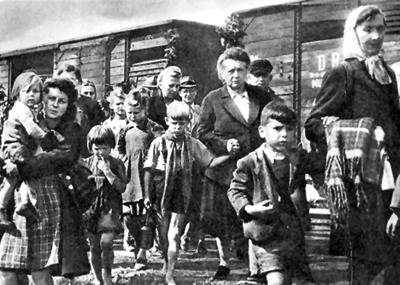
ドイツ人追放

1945年5月のドイツ降伏後、亡命政府を母体とするチェコスロバキア臨時政府はドイツ系住民の資産凍結、市民権の制限などの布告（ベネシュ布告）を発した。しかしドイツの権力が消滅し、チェコスロバキア政府も十分に支配権を持っていない状況で、報復的殺戮や強制労働などが行われた。8月2日のポツダム協定でドイツ人追放が正式決定されたことで、混沌状態は一応終結し、250万人におよぶドイツ人の公式移送が始まった。しかしこの過程でも25万人の老人や子供が死亡したという、ズデーテン・ドイツ人側の主張がある。1950年までにチェコ在住ドイツ人の大半は自主的、あるいは強制的に東西ドイツやオーストリアに去り、チェコスロバキア国内に残留したドイツ人は16万5千人に過ぎなかった。
追放ドイツ人の4割は西ドイツ（ドイツ連邦共和国）のバイエルン州に移住し、チェコスロバキアに対してベネシュ布告の廃棄と補償を求める活動を開始した。ズデーテン・ドイツ人団体の中でも最大の組織がランツマンシャフト（郷党会）であり、1990年には会員数14万人を数えている。これら諸団体は協議機関としてズデーテン・ドイツ人評議会を結成している。ランズゲマインシャフトはバイエルン州の保守勢力と結びつき、西ドイツ政界にも影響を与える存在となった。
東ドイツ（ドイツ民主共和国）首相ヴァルター・ウルブリヒトは1950年にチェコスロバキアを訪問し、「両国の間に懸案や未解決の問題は存在しない」としてドイツ人追放やズデーテン地方の所属に異論がないとした。一方で西ドイツ側は東ドイツと国交を結んでいる国とは外交関係を結ばない方針をとっていたため、チェコスロバキアとの交渉が行われるのは1970年代のヴィリー・ブラント政権による「東方外交」開始以降であった。1973年12月11日に「チェコスロバキア社会主義共和国とドイツ連邦共和国間の相互関係条約」（プラハ条約）が締結され、ミュンヘン協定の無効と領土的要求が相互に存在しないことを確認したが、ドイツ人追放問題については触れられなかった。

### 和解の動き
1989年にビロード革命が起こり、ヴァーツラフ・ハヴェルがチェコスロバキア大統領となると、チェコスロバキアと西ドイツの関係改善がすすめられ始めた。ハヴェル大統領は集団的罪の観点でズデーテン・ドイツ人を戦後断罪したことは許されることではないとして、ドイツ人追放について初めて謝罪した。1990年からはチェコスロバキアでズデーテン・ドイツ人問題解決のため、個人ではなくドイツ連邦共和国政府のみを相手に行うと発表した。この背景にはランツマンシャフトがベネシュ布告の廃止と財産の返還、さらに故郷に対する完全な権利回復を求めてきたことがあったという。チェコスロバキア政府はベネシュ布告の廃止には反対し続けており、その後の基本方針となった。
1990年10月3日にドイツ再統一が行われてドイツが統一されると、関係正常化の動きが加速された。ドイツ人が正式な手続きによる「移送」がなされたとするチェコスロバキアと、ドイツ人は「追放」されたとするドイツの立場は異なっていたが、2月27日に締結されたドイツ・チェコ善隣友好条約では「追放」が採用された。これにはドイツ側がチェコスロバキア側の表現の隙を突いてミュンヘン協定の有効性を議題に持ち込み、協定問題で譲歩するかわりに補償問題が存在することと「追放」表現を勝ち取ったとも言われている。1993年のビロード離婚によって成立したチェコ共和国も善隣友好条約を引き継いだが、ランツマンシャフトをはじめとするズデーテン・ドイツ人団体は補償とチェコ政府との直接交渉を要求し続けていた。

### ドイツ＝チェコ和解宣言
このためドイツ政府とチェコ政府は政治的な「ジェスチャー」を行う必要性を感じ、1995年には両国間の共同宣言を検討し始めた。しかしランツマンシャフトとドイツキリスト教民主同盟が共同宣言は時期尚早であるとして反対したため、交渉は中断した。1996年8月から交渉が水面下で再開され、「ドイツ＝チェコ和解宣言」が合意された。宣言は12月20日に仮調印、1997年1月21日に正式調印が行われた。
和解宣言の概要
- ドイツとチェコは善隣友好条約と友好関係を想起し、平和的友好関係を構築する。行われた不法行為は覆せないが、和らげることは可能である。
- ドイツはチェコの欧州連合 (EU)・北大西洋条約機構 (NATO) 加盟を支持する。
- ドイツ人追放の遠因はナチス政権の行動にある。
- ドイツ人追放とベネシュ布告のうち「1946年5月8日付法律118号」によって是認された「行き過ぎ」について、チェコは「遺憾」の意を表明する。
- 両国は不法行為は過去のものであり、未来志向で関係を構築することに合意する。
- 「チェコ＝ドイツ未来基金」を設立し、両国の共通の利益となるプロジェクト、特にナチス・ドイツの犠牲となった人々に支出する。ドイツは1億4000万マルク、チェコは4億4000万コルナを拠出する (en)。
- チェコ＝ドイツ間で行われている、歴史共同研究を支持する (de:Deutsch-tschechische Historikerkommission)。

ドイツはこれまでチェコ側に体系的な補償を行ってこなかったが、この和解宣言によって補償への道が開かれた。一方でランツマンシャフトなどのズデーテン・ドイツ人団体は1996年5月18日に共同宣言を受け入れないと発表している。調印に参加したチェコ外相ヨゼフ・ジェレニッツは「宣言はピリオドではなくコロンだ」と述べ、関係改善は今後の課題となった。
その後もドイツのランツマンシャフトは人権上の問題からベネシュ布告の不法性を主張している。チェコはベネシュ布告の正当性を主張し続けており、2002年にはミロシュ・ゼマン首相が「ズデーテン・ドイツ人はヒトラーの第五列（スパイ）」であったと発言し、ドイツやオーストリアから激しい非難を受けた。2009年にはベネシュ布告が違法となりかねないリスボン条約への加盟反対運動が起こっている。